# 长蕊杜鹃
长蕊杜鹃（学名：Rhododendron stamineum）为杜鹃花科杜鹃花属下的一个种。

## 扩展阅读
- 維基物種上的相關：长蕊杜鹃